# حمض التريديكانويك
حمض التريديكانويك (أو حمض التريديسيليك) هو حمض كربوكسيلي له الصيغة الكيميائية C13H26O2، والتي يمكن كتابتها على الشكل CH3(CH2)11COOH. ويكون على شكل مسحوق بلوري أبيض اللون. ينتمي حمض التريديكانويك إلى الأحماض الدهنية المشبعة، وتسمى أملاح وإسترات هذا الحمض تريديكانوات.

## الوفرة الطبيعية
يوجد بنسب ضئيلة في منتجات الألبان، كما عثر عليه أيضاً بنسب ضئيلة جداً (تتراوح بين 0.24 إلى 0.64% من مجمل الأحماض الدهنية) في البكتيريا الزرقاء (الزراقم).
يوجد هذا الحمض الدهني بنسب ضئيلة جداً أيضاً في الزيوت العطرية لبعض النباتات مثل نبات الذفراء (حوالي 0.07 %) وفي فاكهة النجمة.

## الخواص
يوجد المركب في الشروط القياسية على شكل صلب بلوري عديم اللون، وعديم الانحلالية عملياً في الماء (حوالي 33 مغ/ل عند الدرجة 20 °س)؛  لكنه ينحل في المذيبات العضوية مثل الأسيتون والإيثر البترولي.

## الاستخدامات
نظراً لندرة انتشار هذا المركب بالنسبة لباقي الأحماض العضوية فيستخدم معياراً داخلياً في التحليل الكيميائي للأحماض الدهنية بتقنية الاستشراب الغازي (الكروماتوغرافيا الغازية).